# Teraz – tu
Teraz – tu – pierwszy singel Edyty Górniak promujący album My. Swoją radiową premierę miał 26 stycznia 2011 na antenie radia RMF FM, na żywo zaś pierwsze wykonanie miało miejsce w noc sylwestrową 31 grudnia 2010, gdzie Górniak wykonała również piosenkę „To nie tak jak myślisz”. Utwór zdobył 2. miejsce (230 punktów) podczas wyborów polskiej reprezentacji na OGAE Song Contest 2011.
26 czerwca 2011 na koncercie Lato ZET i Dwójki organizowanym przez TVP2 i Radio Zet Edyta wykonała remix piosenki Teraz – tu, którego twórcą jest Matheo. Natomiast 23 lutego 2012 na gali VIVA Comet 2012 Górniak zaprezentowała wyprodukowaną przez Mateusza Łapota, trzecią już wersję singla oraz premierowo, piosenkę Consequences.
Autorką słów jest Karolina Kozak, a muzyki – Ania Dąbrowska, Katarzyna Piszek i Jakub Galiński. Produkcją zajął się Bogdan Kondracki.

## Teledysk
Premiera teledysku do piosenki Teraz – tu odbyła się o północy 7/8 czerwca 2011 r. Premierę poprzedził czat z artystką na forum e-gorniak.com. Zdjęcia zostały zrealizowane na portugalskiej wyspie Madera na początku maja. Nagrania zrealizowano z wykorzystaniem DSLR.
Reżyseria: Edyta Górniak

Tancerz, Choreografia: Błażej Szychowski (FNF)

Zdjęcia: Bartosz Kulita (4DB)

Asystent operatora: Jarosław Kucharski (4DB)

Stylizacja: Ewa Rubasińska

Fryzury: Łukasz Mazolewski

Makeup: Ewa Gil

Produkcja: Daria Ładocha (4DB)

Postprodukcja: Locomotive / Espresso Art House oraz Andrzej Szaja (offline)

### Notowania
| Notowanie (2011)                 | Stacja      | Pozycja |
| -------------------------------- | ----------- | ------- |
| Lista przebojów – teledyski      | Onet        | 1       |
| EskaPL                           | Eska TV     | 1       |
| Top 10                           | Interia     | 8       |
| PL Top 10                        | VIVA Polska | 4       |
| Tip-top lista                    | VIVA Polska | 1       |
| Chartsurfer                      | VIVA Polska | 4       |
| Net Charts                       | VIVA Polska | 3       |
| Viva top 5                       | VIVA Polska | 1       |
| Week Top 10                      | VIVA Polska | 2       |
| Powerlista                       | VIVA Polska | 2       |
| Największe Polskie Hity – TOP 50 | VIVA Polska | 12      |
| PL Top 2011                      | VIVA Polska | 11      |
| 1500sto900                       | VIVA Polska | 60      |

## Notowania

### Listy airplay
| Notowanie (2011)           | Prowadzenie                     | Pozycja |
| -------------------------- | ------------------------------- | ------- |
| AirPlay – Nowości          | Związek Producentów Audio-Video | 2       |
| AirPlay – Największe skoki | Związek Producentów Audio-Video | 2       |

### Listy radiowe
| Notowanie (2011)                           | Stacja                    | Pozycja |
| ------------------------------------------ | ------------------------- | ------- |
| Poplista                                   | RMF FM                    | 1       |
| Lista przebojów Radia Zet                  | Radio Zet                 | 1       |
| Trzy Hity Główne Radia ZET                 | Radio Zet                 | 2       |
| Lista Przebojów Radia Złote Przeboje       | Radio Złote Przeboje      | 5       |
| Piątkowa Piosenka                          | Jedynka                   | 1       |
| Londyn TOP 20                              | Polskie Radio Londyn      | 2       |
| Lista przebojów Radia Atut                 | Radio Atut                | 1       |
| Codzienna lista przebojów                  | Radio Bielsko             | 1       |
| Boom Boom Lista                            | Radio Bartoszyce          | 6       |
| Top 15                                     | Wietrzne Radio            | 2       |
| HitPlaneta                                 | Muzyczne Radio            | 4       |
| TOP 30 PL – Polska lista przebojów         | Muzyczne Radio            | 7       |
| NAJ 10-tka                                 | Katolickie Radio Podlasie | 2       |
| Lista przebojów Raga Top                   | Polskie Radio Olsztyn     | 1       |
| Lista przebojów Radia Katowice             | Polskie Radio Katowice    | 1       |
| Index lista                                | Radio Index               | 1       |
| Top30 Lista Przebojów Radia Centrum        | Radio Centrum             | 1       |
| Polska lista przebojów                     | Radio „Znad Wilii”        | 1       |
| Pogodna lista przebojów                    | Radio „Znad Wilii”        | 16      |
| Lista przebojów PR PiK                     | Radio PiK                 | 2       |
| Przeboje RDC                               | Radio dla Ciebie          | 4       |
| Hit FM                                     | Nasze Radio               | 1       |
| Hit Strefa                                 | Radio Vanessa             | 1       |
| Play ON                                    | Radio AZ                  | 1       |
| RZW Chart – Lista Przebojów                | Radio ZW                  | 3       |
| Polska lista przebojów w Belgii i Holandii | Radio e-migrant           | 1       |
| Polska Lista Przebojów PLP 20              | Radio RNP                 | 1       |
| Lista HOP BĘC                              | RMF Maxxx                 | 31      |
| Siedemnastka                               | Radio Lublin              | 2       |
| Mniej-Więcej-LISTA                         | Radio Zachód              | 1       |
| Lista przebojów                            | Polskie Radio Rzeszów     | 31      |
| Lista przebojów Radia EL                   | Radio EL                  | 1       |
| Lista Przebojów Merkurego                  | Radio Merkury             | 2       |
| Balladowa Lista Przebojów                  | Radio FaMa                | 1       |
| Top Lista                                  | Radio RSC                 | 4       |
| Nasze Hity                                 | Radio RSC                 | 1       |
| Mieszanka Przebojowa                       | Radio 90 FM               | 7       |
| Szczecińska Lista Przebojów                | Radio Szczecin            | 32      |
| Szczęśliwa 13                              | Polskie Radio Białystok   | 1       |
| Złota 30                                   | Radio Koszalin            | 1       |
| Mniej WIęcej Lista                         | Radio 5                   | 1       |
| RDN Lista przebojów                        | Radio RDN Małopolska      | 11      |
| Lista przebojów                            | Radio Victoria            | 1       |
| pluslista                                  | Radio PLUS Legnica        | 1       |
| Lista przebojów – Radio Konin              | Radio Konin               | 1       |